# Knopf 91

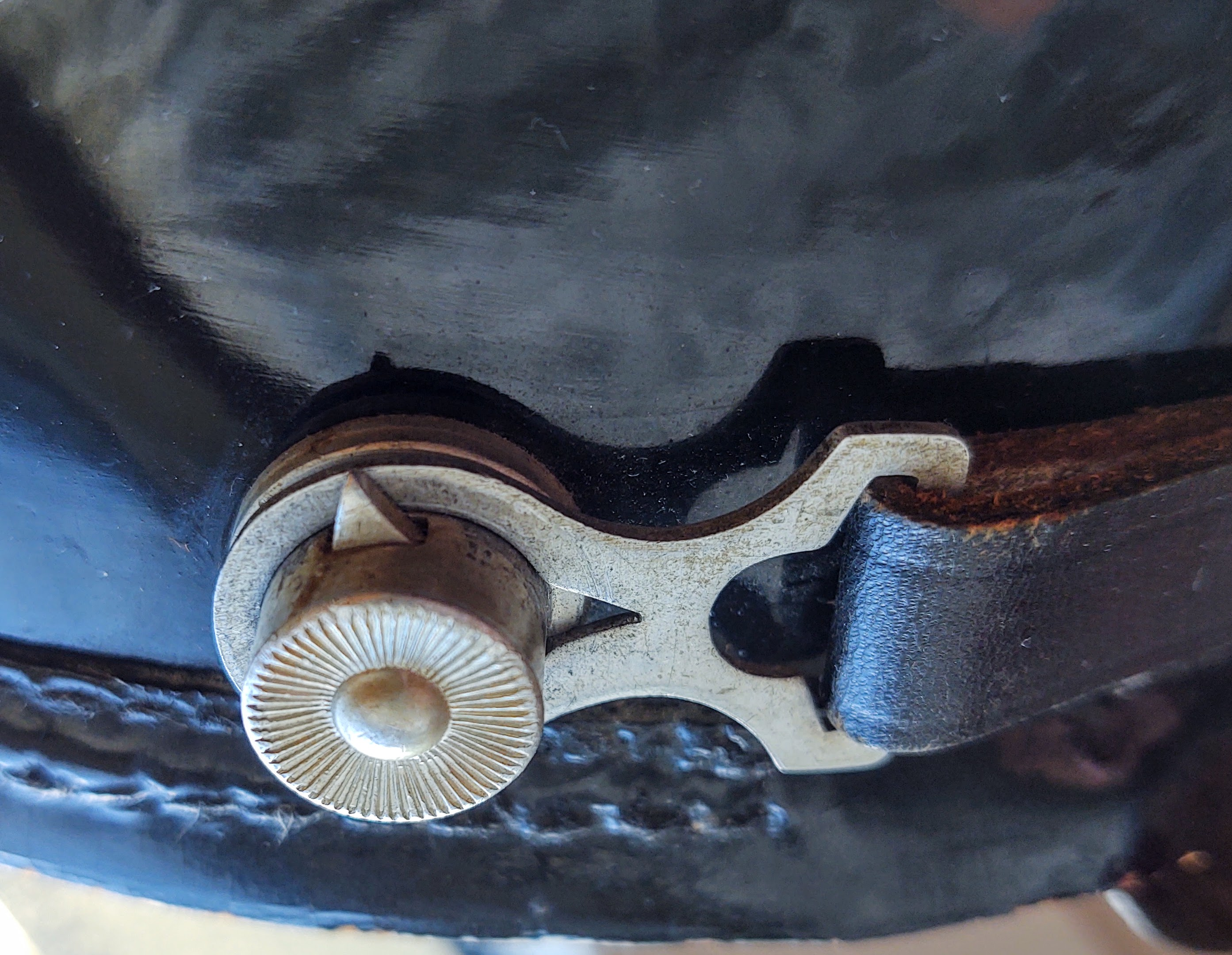
Knopf 91 außen an einem Tschako der Polizei von NRW, ca. 1965

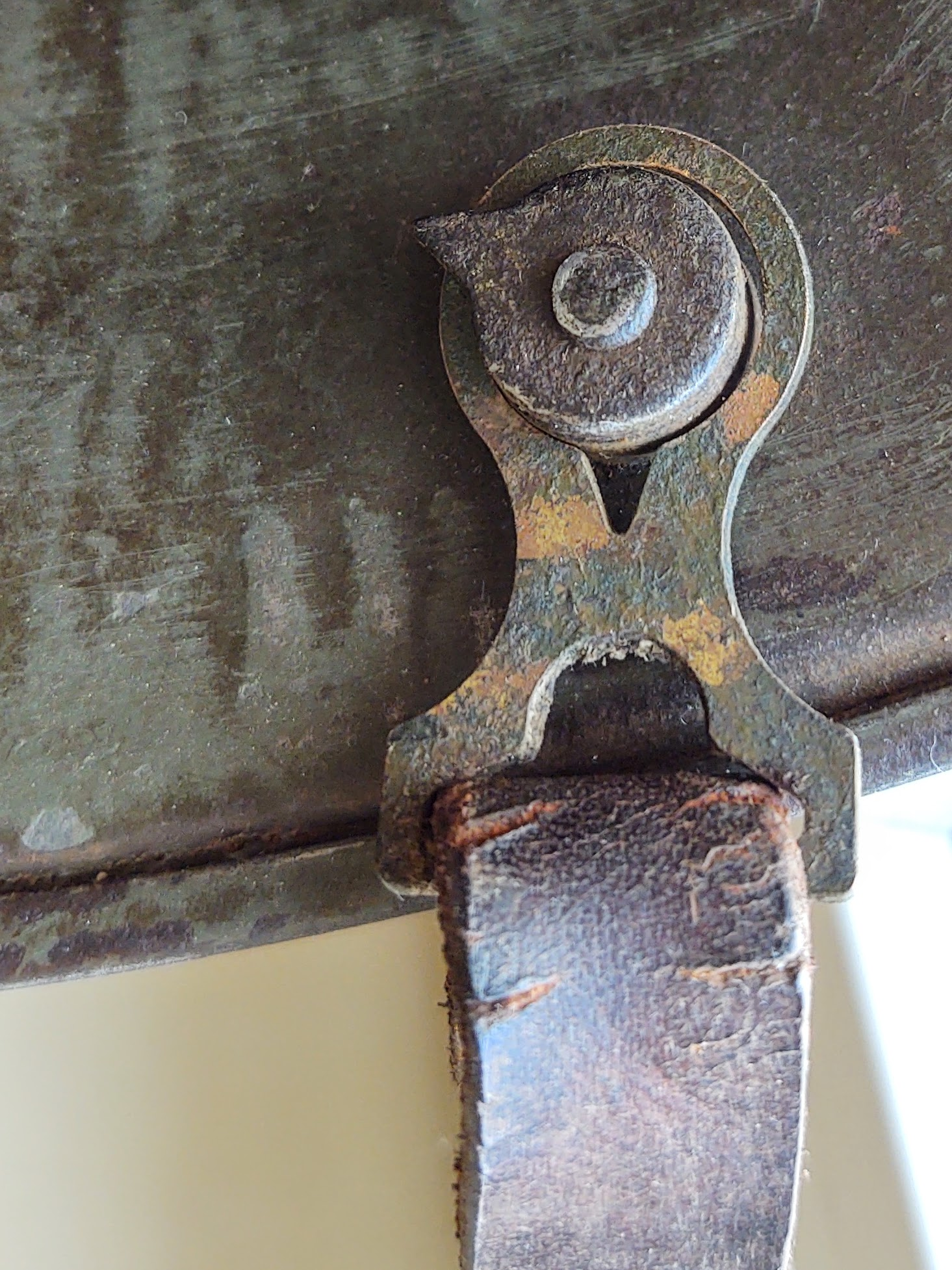
Knopf 91 an Stahlhelm M1916

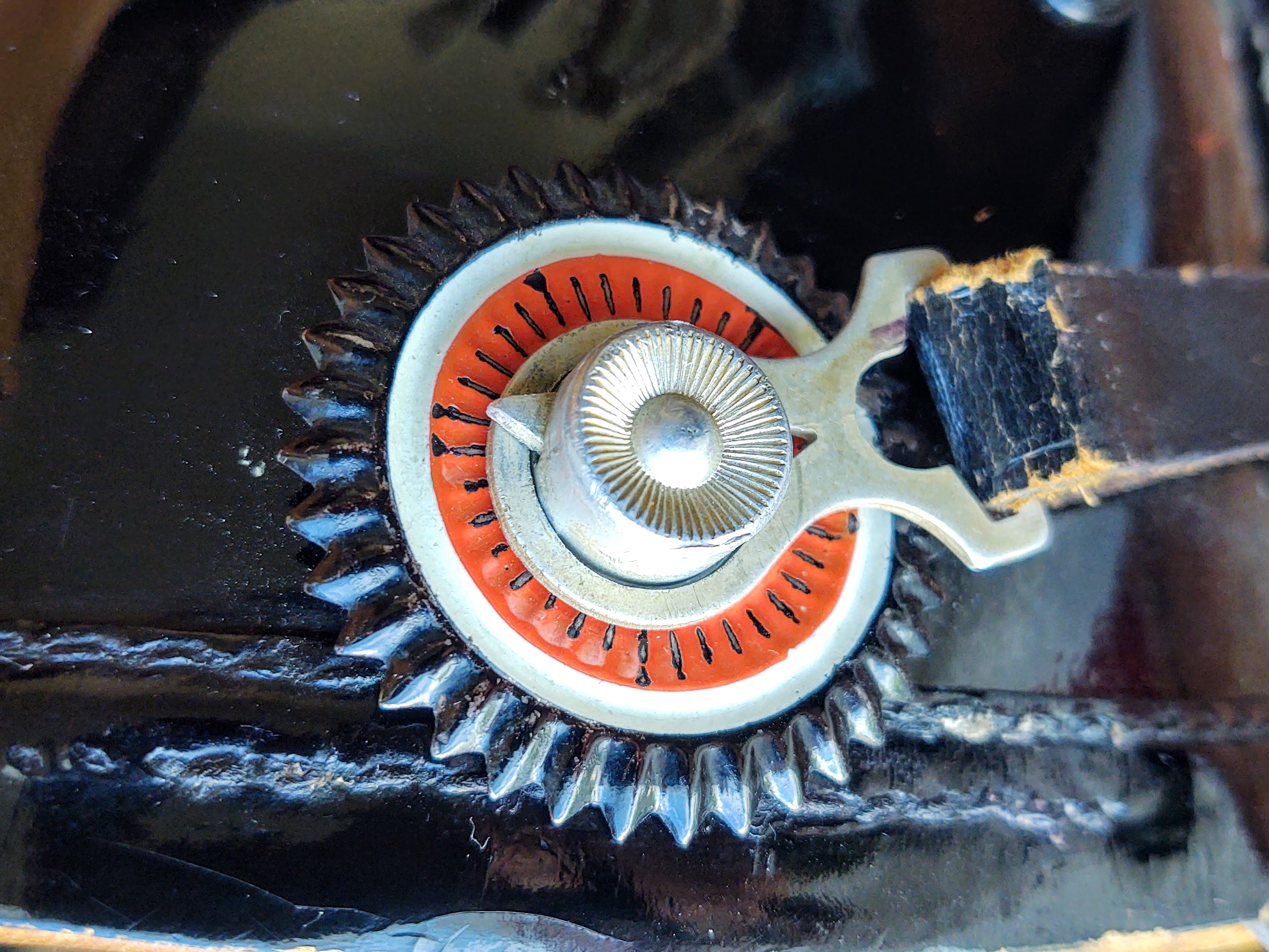
Knopf 91 außen an einem Tschako mit Knopf–91–Kokarde des Deutschen Kaiserreichs

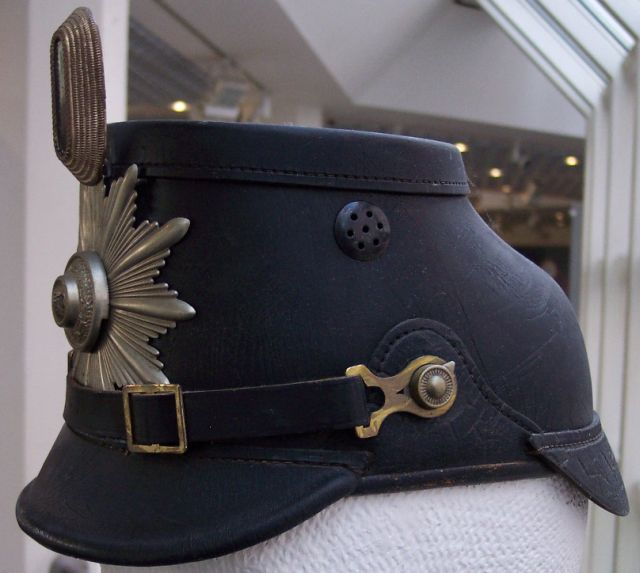
Tschako für Mannschaften der preußischen Landespolizei, ca. 1930, Kinnriemen an Knopf 91

Knopf 91 (Haken 91) ist die Bezeichnung einer der ersten genormten Vorrichtungen, eines zum Ende des 19. Jahrhunderts für die millionenfache Produktion entworfenen „Knopfes“ mit einem Durchmesser zwischen 13,5 und 14 mm aus Messing, Aluminium, Buntmetall oder Stahl mit einem dreieckigen Haken zur Befestigung von passenden Bajonettringen mit einer entsprechenden dreieckigen Aussparung. Damit wurden Schuppenketten, Kinnriemen, auch Sturmriemen genannt, mit Pickelhauben, Tschapkas und Tschakos des Militärs im Deutschen Kaiserreich und der Polizei in Deutschland bis Anfang der 1970er Jahre bajonettartig verbunden.

## Geschichte
Bei zunehmender Bedeutung und dem sich ausweitenden Einsatz von militärischen Kopfbedeckungen in der preußischen Armee in Deutschland ab 1843, insbesondere durch die Einführung des Lederhelms, offiziell „Helm mit Spitze“, volkstümlich Pickelhaube, wurde die Notwendigkeit erkannt, die Kopfbedeckung beim Laufen oder bei Sturm gegen ein Herunterfallen wirksam und schnell auf dem Kopf sichern zu können. Zu diesem Zweck wurden Kinn- oder auch Sturmriemen, zumeist Bänder aus Leder oder die Schuppenkette, rechts und links an den Kopfbedeckungen angebracht und bei Bedarf unter das Kinn gezogen.
Offiziere konnten ihre mittels Schnallen verschließbaren Lederriemen, die unter die Schuppenketten genäht wurden, unter das Kinn ziehen, um dem Helm sicheren Halt zu verleihen. Diese waren durch Rosetten, die seitlich mit Splinten durch eine verstärkte Lederöse durch die Pickelhauben geführt wurden, befestigt. Die optisch und von Material und Verarbeitung her aufwendigen Schuppenketten sollten später nur den Offizieren, Sonderchargen und einigen Beamten vorbehalten sein. Für Mannschaftsdienstgrade musste eine einfachere Form des Kinnriemens aus lackiertem Leder und eine zügig anwendbare Befestigungstechnik zum Einsatz kommen.
Diese schnelle Verbindung zwischen Helm und Kinnriemen wurde in Bayern durch einen seitlich angebrachten bajonettartigen Verschluss für Schuppenkette und Lederriemen technisch realisiert. Den Preußen gefiel diese seinerzeit moderne Lösung und erfuhr daher 1891 ihre Übernahme ins Reichsheer. Der für das Verfahren wesentliche Knopf mit Haken wurde einfach nach dem Einführungsjahr „91“ benannt.
Bedingt durch die erfolgreiche Normierung, welche immer und überall verfügbare, beliebig austauschbare Ersatzteile ermöglichte, wurde das System des Knopf 91 im Jahr 1916 für die Befestigung des Kinnriemens des ersten deutschen Stahlhelms unverändert übernommen. Einziger Unterschied war, dass die Anbringung des Knopfes innen im Stahlhelm anstatt außen am Lederhelm erfolgte.

## Verwendung

### Militär
Der serienmäßige Einbau des Knopf 91 fand von 1891 bis 1918 statt.
- Zwei Stück außen an Pickelhauben, Tschakos und Tschapkas von 1891 bis 1918.
- Zwei Stück innen am Stahlhelm, befestigt durch jeweils ein Niet, für Modelle M1916 und M1917, von 1916 bis 1918 (Restproduktion M1917). Am Stahlhelm M1918 kam bereits eine Ösenbefestigung direkt am Innenring ohne Knopf 91 zum Tragen.

### Polizei
Der serienmäßige Einbau des Knopf 91 fand von 1919 bis in die 1970er Jahre statt.
In der Weimarer Republik wurde die Polizei nach dem Vorbild von Jäger- und Telegraphentruppen mit Tschakos ausgestattet. Diese Kopfbedeckung, unter Beibehaltung der Kinnriemenhalterung an Knopf 91, hielt sich in den Ländern der alten Bundesrepublik bis zur Produktionseinstellung und Ausmusterung von Tschakos der Polizei gegen Ende der 1960er, Anfang der 1970er Jahre. In der DDR erging der Ministerbefehl zur Abschaffung 1962, dessen Umsetzung sich in Ost-Berlin aber bis 1964 hinzog. Die West-Berliner Polizei schaffte den Tschako 1968 ab. In Nordrhein-Westfalen wurde der Tschako bis Anfang der 1970er Jahre getragen.
Danach entfiel eine Verwendung für den Knopf 91, der nur noch in Sammlerkreisen zwecks Nachbestückung oder Restaurierung von historischen Kopfbedeckungen gehandelt und mittlerweile für Darstellungen in historischen Uniformen in kleinen Mengen wieder hergestellt wird.